# Прогон (Логойський район)
Прогон — (біл. вёска Прагон), село (веска) в складі Логойського району розташоване в Мінській області Білорусі, підпорядковане Нестановицькій сільській раді.
Село Прогон розташоване в центральних районах Білорусі, у північній частині Мінської області - орієнтовне розташування.